# Messina Chasma
Messina Chasma es el cañón, llamados chasmata en lenguaje astrogeológico, más extenso de la superficie de Titania, satélite del planeta Urano.
Su nombre proviene de la comedia de William Shakespeare, Mucho ruido y pocas nueces, (Much ado about nothing).
El cañón está formado por dos fallas normales, que corren en dirección NO-SE, de 1492 km de longitud formando una fosa tectónica. El cañón corta diversos cráteres de impacto lo que probablemente significa que el cañón se formó en una fase tardía de la evolución geológica de Titania, cuando su interior se expandió y la superficie helada se partió. Messina Chasma sólo tiene unos pocos cráteres superpuestos, creados después del cañón, lo que es otro indicio de la relativa juventud de este accidente geológico.
La primera imagen del Messina Chasma fue tomada por la sonda espacial Voyager 2 en el sobrevuelo de Urano en 1986.